# Секст Квинтилий Вар (консул 453 пр.н.е.)
Вижте пояснителната страница за други личности с името Секст Квинтилий Вар.
Секст Квинтилий Вар или Секст Квинктилий Вар (на латински: Sextus Quinctilius Varus; Sextus Quintilius; † 453 пр.н.е.) e римски политик от 5 век пр.н.е.
Той е от патрицианския род Квинтилии и син на Секст Квинктилий.
През 453 пр.н.е. става консул заедно с Публий Куриаций Фист Тригемин. Квинтилий Вар умира още като консул от чума.